# Kontinuitetsmätning
Kontinuitetsmätning eller jordledarkontinuitet (lågohmsmätning) är en mycket viktig mätning inom elinstallation som man gör för att fastställa att jordledaren är sammanbunden i alla delar till "sann jord" och att resistansen är tillräckligt låg i alla delar av jordslingan.  
Man kan även använda kontinuitetsmätning för att mäta mellan två punkter i en krets och se om dessa punkter är ordentligt sammanbundna. Kretsen som testas är helt strömlös innan apparaten ansluts.

## Detaljer

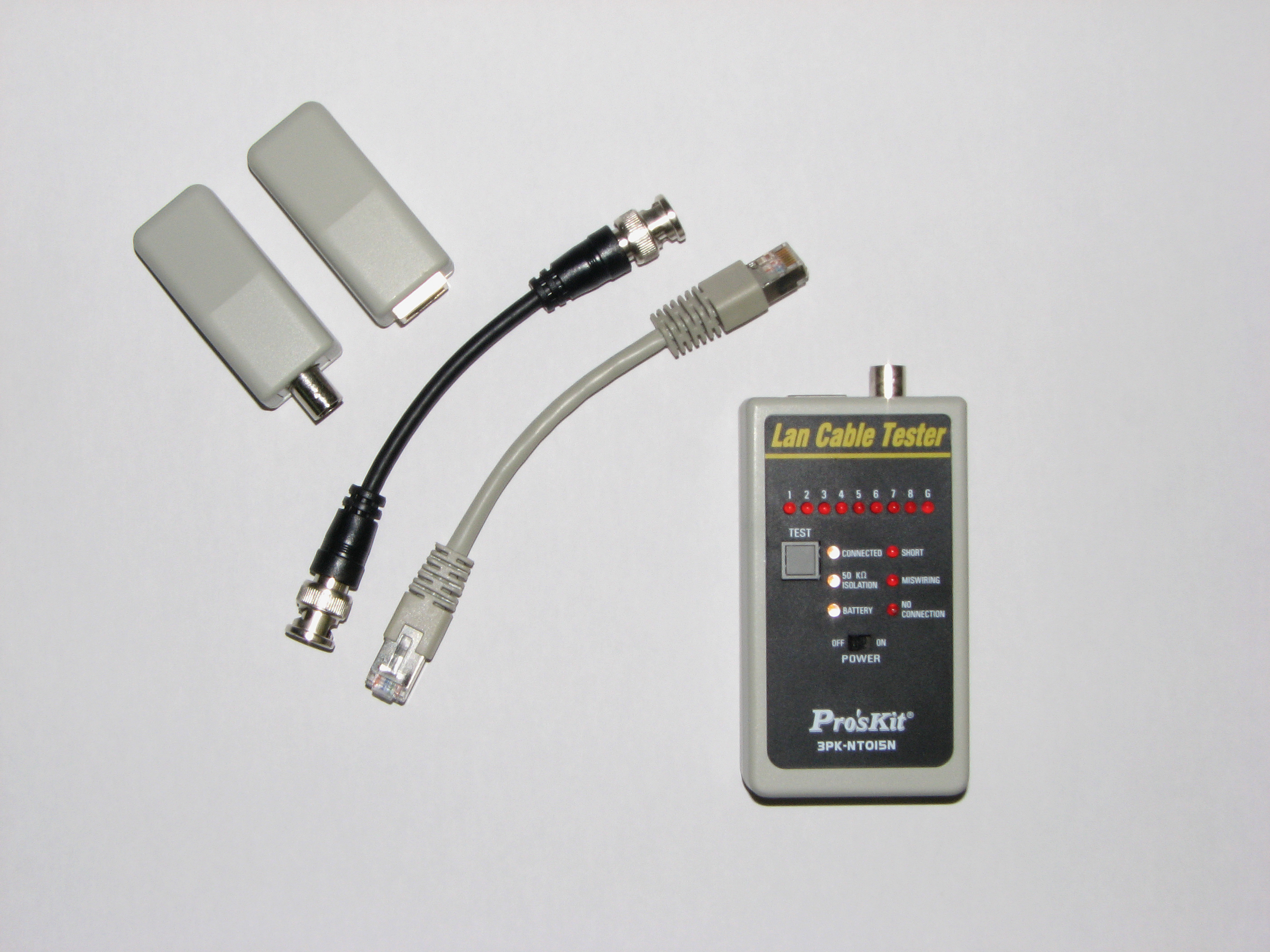
Kabeltestare på ingångsnivå är i huvudsak kontinuitetstestare.

Testaren består av en indikator kopplad i serie med en elektrisk kraftkälla - normalt ett batteri, som slutar i två testkablar. Om en komplett krets upprättas mellan testledningarna, aktiveras indikatorn. 
Indikatorn kan vara en lysdiod eller en summer. Detta ledde till termen "surra ut en krets" (vilket betyder att testa för kontinuitet) Hörbara kontinuitetssumrar eller ljudsignaler är inbyggda i vissa modeller av multimeter, och kontinuitetsinställningen delas normalt med ohmmeterinställningen.
En populär modell har testaren kombinerad med en vanlig ficklampa. En telefonkontakt eller jackplugg på baksidan av enheten tillåter att en uppsättning testkablar kopplas in för att åstadkomma en snabb omvandling mellan de två applikationerna.
För situationer där kontinuitetstestning måste utföras på högresistanskretsar, eller där ömtåliga ledare och känsliga komponenter som kan skadas av för hög ström finns, måste en lågspännings- och lågströmsanordning användas.  Dessa använder vanligtvis en op-amp och klockbatterier för att driva en lysdiod som en indikator. Dessa testare kan vara mycket känsliga och kan till exempel  indikera om testpunkterna tas med båda händerna.
Det finns tillfällen då ett enkelt kontinuitetstest inte lyckas avslöja problemet. Till exempel kan vibrationsorsakade problem i billedningar vara extremt svåra att upptäcka eftersom en kortslutning eller öppen inte hålls tillräckligt länge för att en standardtestare ska svara.
I dessa tillämpningar används en låsande kontinuitetstestare. En mer komplex enhet, den upptäcker intermittenta öppningar och kortslutningar samt stabila tillstånd. Dessa enheter innehåller en snabbverkande elektronisk omkopplare (vanligtvis en Schmittrigger) som bildar en gated astabil oscillator som detekterar och låser indikatorn i ett intermittent tillstånd med en varaktighet på mindre än en millisekund.